# Pleospora schoberiae
Pleospora schoberiae är en svampart som först beskrevs av Pier Andrea Saccardo, och fick sitt nu gällande namn av Augusto Napoleone Berlese 1895. Pleospora schoberiae ingår i släktet Pleospora och familjen Pleosporaceae.   Inga underarter finns listade i Catalogue of Life.